# Asheninka
El pueblo ashéninka está relacionado con el pueblo asháninka debido a que tienen una historia común y a que tradicionalmente se han ubicado en la misma zona geográfica: la Selva Central del Perú. El idioma ashéninka fue reconocido como lengua distinta del asháninka por resolución del Ministerio de Educación de abril de 2019. Ambas lenguas pertenecen al grupo campa de la familia arawak.

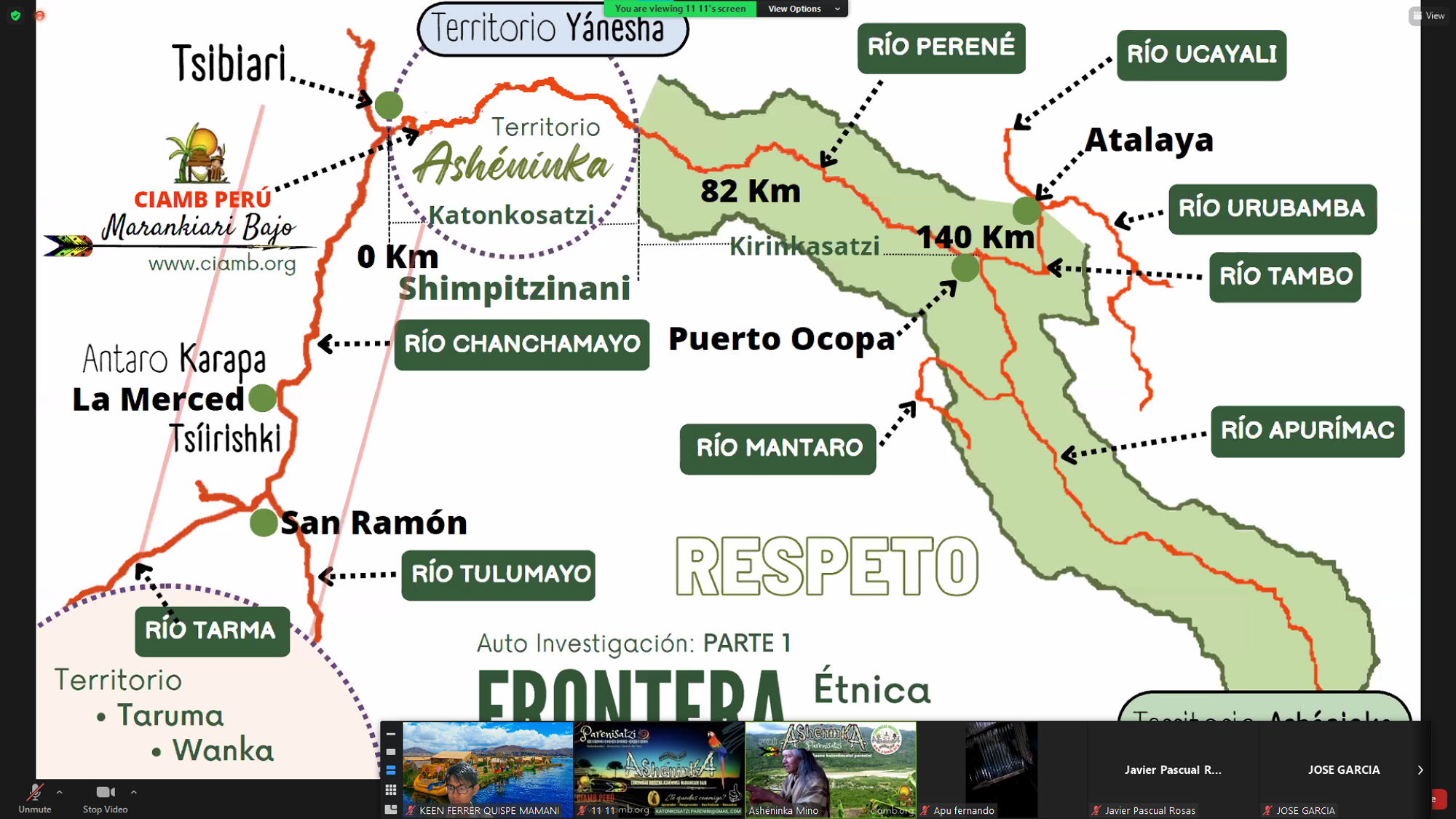

Según la Base de Datos de Pueblos Indígenas u Originarios del Ministerio de Cultura del Perú, hay 15.281 personas viviendo en comunidades ashéninka, de las cuales 8.774 (57 %) afirman saber hablar la lengua.
Actualmente, el pueblo ashéninka vive principalmente en los departamentos de Ucayali y Pasco.

## Historia
Es escasa la información que los documentos históricos incluyen sobre el pueblo ashéninka en tiempos anteriores a la Colonia. No obstante, se sabe que mantuvo redes de comercio con pueblos originarios de la sierra, desde antes de la llegada de los primeros misioneros (Anderson 2002).
Durante la época de la Colonia, los misioneros franciscanos tuvieron un primer ingreso al territorio ashieninka en 1635 (Benavides 1986, Bodley 1970). De acuerdo con Anderson, los ashéninka vieron en los misioneros una forma efectiva de tener acceso a herramientas (Anderson 2002), y en dicho contexto, los franciscanos iniciaron sus primeras acciones que consistieron en bautizar a los habitantes, establecer pequeñas capillas y celebrar misas.  Havalkof y Veber (2005) señalan que los obsequios por parte de los europeos se convirtieron en un importante aliciente para acceder a las comunidades ashéninka, ya que dotaban a los líderes locales de prestigio y poder dentro de la comunidad. Dichas herramientas llevaron a una revolución en la agricultura y en la tecnología empleada por dicho pueblo (Anderson 2002).
A partir de dicho periodo se da una serie de levantamientos indígenas, principalmente debido a la forma en la que los misioneros querían imponer su autoridad, a veces por encima de los propios líderes locales, o desconociendo sus costumbres. Todo ello se sumó a las epidemias que harían crecer el índice de mortalidad de los ashéninka del Gran Pajonal (Amich 1899, Ortiz 1961, Santos Granero 1987).
Como resultado del descontento de la población indígena, se produjo un gran alzamiento a mediados del siglo XVIII, que tuvo como figura emblemática a Juan Santos Atahualpa (Espinosa 1993). Dicho levantamiento logró captar el apoyo masivo de diferentes pueblos indígenas, consiguiendo la expulsión de los misioneros que en ese momento se encontraban en la zona conocida como el Gran Pajonal (Amich 1988). De acuerdo con Havalkof y Veber (2005), el más grande logro de este levantamiento fue la expulsión de los misioneros y la recuperación del control sobre sus territorios, que no serían ocupados por población foránea hasta 200 años después.
Durante la época denominada como la ‘fiebre del caucho’, entre fines del siglo XIX e inicios del siglo XX, una parte de los asheninka fue captada por los caucheros y obligada a trabajar en la extracción del caucho.  Havalkof y Veber (2005), señalan que este contexto significó un reingreso de los misioneros a la zona para intentar frenar la trata de menores y el comercio de esclavos, ‘comprándolos’ para ‘re-educarlos’ (Ortiz, 1961). Así, para fines de la década del 1920, los misioneros nuevamente habían cobrado relevancia en la zona.
En la década de 1980, los grupos armados subversivos como el Movimiento Revolucionario Túpac Amaru (MRTA) y Sendero Luminoso comienzan a realizar acciones en territorios de los pueblos asháninka y ashéninka. Dichos grupos llegaron a dominar prácticamente toda la provincia de Satipo y tuvieron el control de los valles de los ríos Perené, Ene y Tambo (Aroca y Maury 1993; Espinosa 1993). En 1988, esta zona fue declarada en “estado de emergencia” (Espinosa 1993).
Frente a la incursión del MRTA y Sendero Luminoso, los ashéninka conformaron el “Ejército Ashéninka” a fines de la década de 1980, logrando detener el ingreso de Sendero Luminoso a la zona del Gran Pajonal (Espinosa 1993). De acuerdo con Espinosa (1993), dicho ejército estaba compuesto por 250 personas, reclutadas a partir de un servicio militar obligatorio que, si bien coordinaba con el Estado, conservó su independencia.
Este pueblo fue uno de los pueblos indígenas más afectados por la violencia política, tanto por la desaparición de su población como por su enrolamiento forzoso en las filas de estos grupos y en la respuesta que tuvieron los mismos y el Ejército. Según Aroca y Maury (1993), la ocupación de los grupos armados significó la desaparición de gran parte de la población en las comunidades asháninka asentadas en los ríos Perené, Ene y Tambo, cerca de donde se asentaban también comunidades autoidentificadas como ashéninka.

## Instituciones sociales, económicas y políticas
Para el pueblo ashéninka, el término Nampitsi hace referencia a la comunidad o al lugar “donde hay muchas casas” (Hise et al. 2000). De acuerdo con el patrón de asentamiento tradicional, la zona conocida como Nampitsi se caracterizan por tener pocas casas que se encuentran dispersas, contando con aproximadamente entre 2 a 5 familias.
En la tradición de este pueblo, los varones se dedican a la preparación de la chacra, mientras que las mujeres se encargan de su mantenimiento y del cuidado de los cultivos (Havalkof y Veber 2005). Las actividades complementarias, tales como la caza y la pesca, suelen ser realizadas por los varones. De acuerdo con estos autores, las mujeres ashéninka son separadas de dichas actividades, debido a la creencia ancestral de que, por la lejanía de las mismas, los peligros que acarrean (brujería, difícil geografía, entre otros), y la demanda física que implican, son actividades más adecuadas para los varones de la comunidad.
La chacra es la principal fuente de insumos de los ashéninka. Si bien una parte importante de sus productos son para autoconsumo, una parte pequeña es destinada al comercio; principalmente la producción de café y maní.
Entre las principales actividades a las que se han dedicado los asheninka están la caza y la recolección. Ambas actividades pueden involucrar a un colectivo dentro de la comunidad, o realizarse de manera individual.
De acuerdo con Havalkof y Veber (2005), el liderazgo entre los ashéninka ha sido ejercido por el hombre de mayor edad en la comunidad (Havalkof y Veber 2005). No obstante, la figura de la comunidad nativa en la actualidad supone una serie de autoridades, tales como el jefe, subjefe, teniente gobernador y fiscal. En cuanto a la toma de decisiones que atañen a la comunidad, estas se dan en asamblea con la participación de hombres y mujeres.

## Creencias y prácticas ancestrales
Como para algunos otros pueblos de la Amazonía peruana, la vestimenta tradicional de los ashéninka se denomina ‘cushma’ o kithaarentsi. De acuerdo con Anderson (2002), esta prenda habría sido introducida por los franciscanos y adaptada con los diseños propios del pueblo, constituyéndose luego como la única vestimenta utilizada por hombres, mujeres y niños ashéninka. La cushma asheninka se asemeja a una túnica hecha de algodón con rayas horizontales para las mujeres y verticales para los hombres. Una familia con cushmas bien confecciones simboliza prestigio y legitimidad.
Como señalan Havalkof y Veber (2005), existen otros accesorios típicos utilizados por los ashéninkas. En el caso de los hombres se utiliza una pequeña bolsa, ‘tharato’, hecha de algodón, con la cual el hombre puede portar sus objetos personales. Por su parte, las mujeres poseen el ‘tombirontsi’, el cual las ayuda a trasportar a los bebés y niños más pequeños en sus caderas. Asimismo, los ashéninka decoran sus rostros con achiote, tinte natural de color rojizo que proveniente de un arbusto del mismo nombre.
La creencia en espíritus y seres sobrenaturales es un elemento importante en la educación tradicional de los ashéninka. De acuerdo con Anderson (2002), los niños aprenden sobre las situaciones y personas que deben evitar. De esta manera, reciben las principales enseñanzas de su padre, al que suele considerarse como el mejor modelo (Anderson 2002). La creencia en espíritus y seres sobrenaturales influye también en la disposición y el uso del territorio, para lo cual deben realizar pactos y compromisos a través de ofrendas y rituales.

## Participación en procesos de Consulta Previa
Además de los dos procesos a nivel nacional, el pueblo ashéninka viene participando de cuatro procesos de consulta previa. Tres de ellos respecto de los lotes de hidrocarburos 169, 175 y 189, y uno con relación a la propuesta de categorización de la Zona Reservada Sierra del Divisor como parque nacional.